# Palestre d'Olympie
La palestre d'Olympie fait partie du site archéologique d'Olympie en Grèce.
Le terme de palestre (en grec ancien : παλαίστρα) désigne le lieu, dans la Grèce antique, où étaient pratiqués les exercices physiques (lutte, gymnastique, course et d'autres exercices physiques).

## Bâtiment
La palestre est un bâtiment carré de 66 m de côté, constitué d'une cour centrale couverte de sable, entourée d'une colonnade formée d'une double rangée de colonnes surmontées d'un toit en bois.